# Ней, Наполеон Жозеф
Наполеон Жозеф Ней (фр. Napoléon Joseph Ney; 1803—1857) — французский политический и военный деятель, бригадный генерал (10 августа 1853), старший сын Мишеля Нея; 2-й князь Москворецкий (1815—1857)

## Биография
Родился 8 мая 1803 года в Париже, его крёстным отцом был Наполеон I.
На службу поступил в 1824 году в Швеции под руководством бывшего маршала империи Жана-Батиста Бернадота.
26 января 1828 года женился на Альбине Лаффит (фр. Albine Étiennette Marguerite Laffitte) — дочери банкира и политического деятеля Жака Лаффитта. У них было двое детей:
- Альбина Мари Наполеоне Аглая (фр. Albine Marie Napoléone Aglaé) (1832—1890), была замужем за Виктором де Персиньи — министром внутренних дел Наполеона III)
- Мишель Наполеон (фр. Michel Napoléon) (1837—1852).

В ноябре 1831 года стал пэром Франции, одним из тридцати шести пожизненных пэров.
Умер 26 июля 1857 года в Сен-Жермен-ан-Ле. Из-за отсутствия наследника, титул князь Москворецкого перешёл Эдгару Наполеону Анри Нею — четвёртому сыну Мишеля Нея.
Среди многих наград Наполеон Жозеф Ней имел орден Почётного легиона (офицер, 1850).